# Крылатые слова
Крылатые слова, крылатые выражения, крылатые фразы — устойчивые, афористические, как правило образные выражения, вошедшие в речь из литературно-художественных, публицистических, философских, фольклорных и других источников. К крылатым выражениям также относят популярные изречения исторических личностей (Пришёл, увидел, победил. — Юлий Цезарь); имена мифологических или литературных персонажей, ставшие нарицательными (Обломов, Митрофанушка). Изучаются фразеологией.
Фраза «крылатое выражение» сама по себе является крылатой.

## Происхождение
Выражение «крылатые слова» (метафорический образ — «слова, вылетающие из уст говорящего», др.-греч. ἔπεα πτερόεντα) взято из поэм Гомера.
Например, восемнадцатая песнь поэмы «Одиссея» содержит, в частности, следующий текст:

В двери вступив, Одиссея он стал принуждать, чтоб покинул

дом свой; и бросил ему, раздражённый, крылатое слово:

«Прочь от дверей, старичишка, иль за ноги вытащен будешь!»
Оригинальный текст (др.-греч.)ὅς ῥ᾽ ἐλθὼν Ὀδυσῆα διώκετο οἷο δόμοιο,

καί μιν νεικείων ἔπεα πτερόεντα προσηύδα:

εἶκε, γέρον, προθύρου, μὴ δὴ τάχα καὶ ποδὸς ἕλκῃ.
— Гомер. Одиссея. XVIII, 8—10
В конце XVIII века выражение «крылатые слова» употребил немецкий поэт Фридрих Готлиб Клопшток. В качестве филологического термина введено немецким учёным Георгом Бюхманом в его книге Geflügelte Worte, сборнике популярных цитат, вышедшем впервые в 1864 году.
Л. П. Дядечко в монографии «Крылатые слова как объект лингвистического описания» (2002) предложила для обозначения крылатых выражений использовать термин «эптоним».

## Примеры
- Enfant terrible
- Спорить о тени осла
- Всё течёт, всё меняется
- Жребий брошен
- Деньги не пахнут
- Благими намерениями вымощена дорога в ад
- И ты, Брут?!
- Если Бога нет, всё позволено
- Со щитом или на щите
- Хотели как лучше, а получилось как всегда
- Денег нет, но вы держитесь
- Где-где? В Караганде!
- Солнце Аустерлица